# Легион Хэмптона
Легион Хэмптона (англ. Hampton's Legion) представлял собой один из пехотных полков армии Конфедерации во время Гражданской войны в США. Легион был сформирован в июне 1861 года и представлял собой батальон из восьми пехотных рот, четырёх кавалерийских рот и двух рот артиллерии. Летом 1861 года легион действовал как независимое подразделение, затем в августе 1862 из него вывели кавалерию и артиллерию и дополнили ротами до размера полка. С июля 1862 Легион находился в составе Техасской бригады и прошёл все сражения на востоке, затем в ноябре был переведён в южнокаролинскую бригаду Мики Дженкинса. Он участвовал во всех сражениях на востоке кроме Чанселорсвилла, а в 1864 году был превращён в кавалерийский полк. В апреле 1865 года он сдался с остальной армией при Аппоматтоксе.

## Боевой путь
26 июня  роты A, D, F под командованием подполковника Джонсона были отправлены в Ричмонд, и прибыли туда 29 июня, разместившись в лагере Кэмп-Мэннинг на холме Чимборасо. Утром 2 июля приказ на выдвижение к Ричмонду получили роты В, С, Е под командованием полковника Хэмптона. Они прибыли на место 5 июля и так же разместились в Кэмп-Мэннинг. В полдень 19 июля батальон получил приказ отправиться по железной дороге к Манассасу, и 21 июля в 04:00 прибыл в лагерь Кэмп-Пикенс.
Утром того же дня началось первое сражение при Булл-Ран: федеральная армия начала марш в обход левого фланга армии Борегара. Генерал Джозеф Джонстон решил усилить фланг и в 07:00 отправил туда три бригады и батальон Хэмптона. Батальон встал у фермы Портичи и только в 11:00, когда бригады Эванса, Би и Бэртоу стали отступать с холма Мэтьюз, Хэмптону было приказано прийти на холм Генри и прикрыть отступление бригад. Хэмптон привёл полк к дому Робинсона, спустился в низину ручья Янг-Брэнч и под огнём орудий Рикеттса-Гриффина занял позицию вдоль уоррентонской дороги. Появление Хэмптона совпало с первой попыткой северян начать преследование. Когда на поле боя пришёл 27-й Нью-Йоркский пехотный полк,  ему было приказано наступать в направлении Каменного Дома и батареи Имбодена. Полковник Генри Слокам повёл полк вперёд по дороге Садли-Роуд, а в это время остатки людей Эванса (4-го Алабамского и 2-го Миссисипского) отходили за Янг-Брэнч и занимали позицию вдоль ручья Янг-Брэнч.   Завязалась перестрелка, к которой присоединился батальон Хэмптона. В этом бою Хэмптон потерял лошадь, был убит подполковник Бенжамин Джонсон, но южане удержали позицию и Слокам приказал отступать.

## В литературе
В романе Маргарет Митчелл "Унесённые ветром" легион упоминается как подразделение, в котором служил Чарльз Гамильтон, первый муж Скарлетт. Чарльз находился в легионе, когда тот стоял в лагере в Южной Каролине и умер там от кори. Его сына назвали в честь командира - Уэйд Хэмптон Гамильтон.